# Final Fantasy XVI
Final Fantasy XVI (ファイナルファンタジーXVI?, Fainaru Fantajī Shikkusutīn) è un gioco di ruolo d'azione sviluppato e pubblicato dalla holding giapponese Square Enix, ed è il sedicesimo capitolo del franchise Final Fantasy prodotto da Naoki Yoshida, la cui uscita è avvenuta il 22 giugno 2023 per PlayStation 5. Il gioco presenta ambienti aperti segmentati e un sistema di combattimento basato sull'azione che coinvolge sia corpo a corpo che attacchi basati sulla magia. Ci sono anche funzionalità ricorrenti della serie, tra cui Chocobo e mostri evocati chiamati Eikon che sono entrambi combattuti come boss e usati canalizzando il loro potere in combattimento.
Final Fantasy XVI è ambientato su Valisthea, un mondo diviso tra sei nazioni che detengono il potere attraverso l'accesso a cristalli magici e dominanti, umani che fungono da ospiti per l'Eikon di ogni nazione. Le tensioni tra le nazioni si intensificano quando una calamità soprannominata "Piaga" inizia a consumare la terra, creando caos e guerre tra i regni. Clive Rosfield, protagonista del gioco, dopo aver assistito a un tragico evento, decide di intraprendere una ricerca di vendetta all'inseguimento dell'oscuro Eikon Ifrit.
All'inizio dello sviluppo del concept nel 2015, lo staff comprendeva Naoki Yoshida come produttore, Hiroshi Takai come direttore principale, gli artisti Hiroshi Minagawa e Kazuya Takahashi, Kazutoyo Maehiro come direttore creativo e autore principale, Masayoshi Soken come compositore e il veterano di Capcom Ryota Suzuki come battle designer. L'obiettivo di Yoshida era una trama dark fantasy che avesse un ampio fascino e rinvigorisse la serie.

## Trama

### Ambientazione
Final Fantasy XVI è ambientato nel mondo fittizio di Valisthea. Qui, sparsi per i due continenti di Ciclonia e Cineria, si trovano dei colossali cristalli magici, noti come Cristalli Madre, che forniscono un'energia chiamata etere alle varie popolazioni e dai quali vengono estratti cristalli più piccoli e dai vari utilizzi. Esistono inoltre alcune persone, note come Portatori e vittime di pregiudizi e schiavitù, che possono usare la magia senza l'ausilio dei cristalli ma il cui uso prolungato li porta a morire pietrificati. Le forze più potenti di Valisthea sono gli Eikon, creature magiche dal potere incredibile controllate da ospiti chiamati Dominanti. Esistono sette Eikon in totale, uno per ognuno degli elementi: la Fenice (Eikon del Fuoco), Shiva (Eikon del Ghiaccio), Ramuh (Eikon del Fulmine), Titano (Eikon della Terra), Garuda (Eikon del Vento), Odino (Eikon dell'Oscurità) e Bahamut (Eikon della Luce); ne esiste inoltre un ottavo, Leviatano (Eikon dell'Acqua), che tuttavia non compare mai durante il gioco (viene solamente menzionato in alcune note e descrizioni). Un apparentemente anomalo secondo Eikon del Fuoco, Ifrit, svolge un ruolo fondamentale per la storia.
Le nazioni principali di Valisthea sono il Gran Ducato di Rosaria, il Sacro Impero di Sanbreque e la Repubblica di Dhalmekia, situati a Ciclonia, il Regno di Waloed che domina Cineria, e il neutrale Dominio Cristallino situato al confine tra Ciclonia e Cineria. Oltre a essi esiste anche il Regno di Ferro, una nazione isolata situata sulla costa di Ciclonia e controllata dall'Ortodossia dei Cristalli. Durante il corso del gioco, Valisthea viene colpita da un'improvvisa sparizione di etere, soprannominata la Piaga, che prosciuga completamente la vita, portando le nazioni a combattersi fra loro. Per via della loro capacità di evocare gli Eikon, i Dominanti svolgono un ruolo chiave nelle azioni politiche e militari delle varie nazioni. A seconda del luogo di nascita, i Dominanti sono venerati come capi di stato, tollerati per via del loro potere o perseguitati e usati come macchine da guerra.

### Personaggi
Il protagonista del gioco è Clive Rosfield, primogenito della famiglia reale di Rosaria che però non viene nominato erede al ducato poiché il fratello minore Joshua si rivela essere il Dominante della Fenice; pur non essendo di per sé un Dominante, Clive può acquisire e brandire il potere di molteplici Eikon. Ad accompagnare Clive nella sua avventura troviamo Jill Warrick, una sua amica d'infanzia e Dominante di Shiva che ha trascorso la vita come prigioniera politica. A Clive si uniranno anche il suo segugio, Torgal, e Cidolfus "Cid" Telamon, il Dominante di Ramuh che offre un rifugio sicuro a Portatori e Dominanti. Altri personaggi rilevanti sono invece Barnabas Thalmr, re di Waloed e Dominante di Odino, Benedikta Harman, spia di Waloed e Dominante di Garuda, Hugo Kupka, figura politica chiave della Repubblica di Dhalmekia e Dominante di Titano, e infine Dion Lesage, principe del Sacro Impero di Sanbreque e Dominante di Bahamut.

### Storia
All'età di 15 anni, Clive funge da guardia del corpo di Joshua, con il ruolo di Primo Scudo di Rosaria, ed è incaricato di proteggerlo utilizzando una piccola porzione di potere della Fenice, l'Eikon del Fuoco. I due fratelli accompagnano il padre, l'Arciduca Elwin, a Porta Fenice, dove vengono però attaccati da alcuni soldati di Sanbreque. L'arciduca viene assassinato e Joshua, in preda alla disperazione, risveglia la Fenice. Clive cerca di raggiungere il fratello, ma viene fermato dalla comparsa di una misteriosa figura incappucciata. Pochi secondi dopo, dalle fiamme emerge un secondo Eikon del Fuoco di nome Ifrit, che rade al suolo il castello e uccide la Fenice. Dopo il disastro, la madre di Clive, la duchessa Anabella, che disprezza Clive poiché rifiutato dalla Fenice, rivela di aver tradito Rosaria per preservare la purezza del suo lignaggio e fa schiavizzare Clive per usarlo come soldato sacrificabile agli ordini di Sanbreque. Tredici anni dopo, Clive viene inviato dietro le linee nemiche durante uno scontro fra la Repubblica di Dhalmekia e il Regno di Ferro con il compito di assassinare la Dominante di quest'ultimo, che si rivela però essere Jill. Clive diserta per salvarla e i due vengono portati in salvo da Cid, che accetta di aiutare Clive a trovare il Dominante di Ifrit. Dopo aver ricevuto una soffiata sulla sua posizione, i due affrontano Benedikta, alla quale Clive sottrae parte dei poteri del suo Eikon, Garuda. Ferita e indebolita, Benedikta si dà alla fuga ma viene attaccata da un gruppo di banditi che cercano di stuprarla. In preda alla disperazione, si trasforma in Garuda, con Clive che a quel punto reagisce trasformandosi in Ifrit e uccidendola. Mentre Clive è devastato dalla scoperta di essere lui l'assassino di Joshua, Cid lo incoraggia a cercare la verità sul motivo della sua trasformazione.
Clive e Jill si uniscono allora a Cid dopo aver visto l'oppressione perpetrata ai danni dei Portatori e dei loro sostenitori in una Rosaria ormai occupata, decidendo di distruggere i Cristalli Madre delle due nazioni, che prosciugano l'etere dalla terra e sono la vera causa della Piaga. I tre si infiltrano nella capitale di Sanbreque, ma all'interno del Cristallo Madre si imbattono in un mostro che uccide Cid prima che il cristallo venga distrutto. Questa creatura si rivela essere parte di un essere ultraterreno chiamato Ultima, che cerca di possedere Clive. Joshua, sopravvissuto all'attacco di Ifrit grazie ai poteri della Fenice, ferma Ultima e lo rinchiude all'interno del proprio corpo. Hugo, che era innamorato di Benedikta, si convince erroneamente che questa sia stata uccisa da Cid e si vendica distruggendo il suo rifugio. Cinque anni dopo, Clive, che ora utilizza il titolo di "Cid" e porta avanti la sua missione, sfrutta la guerra tra Sanbreque e la Repubblica di Dhalmekia per il possesso del Dominio Cristallino e riesce a distruggere il Cristallo Madre del Regno di Ferro. Ultima intanto continua il suo operato grazie all'aiuto di Barnabas e assume le sembianze di Olivier, il figlio di Anabella e dell'imperatore di Sanbreque. Clive affronta poi Hugo, che gli agenti di Barnabas hanno manipolato e convinto a consumare il suo Cristallo Madre per vendicarsi. Con ormai il pieno controllo su Ifrit, Clive uccide Hugo e distrugge il Cristallo Madre della Repubblica di Dhalmekia.
Su consiglio di Joshua, Dion sferra un colpo di stato ai danni di Anabella, ma nel processo finisce per uccidere suo padre e cade sotto il controllo di Ultima. Clive e Jill distruggono il Cristallo Madre del Dominio e riescono a salvare Dion, il cui atto di uccidere Olivier porta Anabella al suicidio. Clive si muove allora contro Barnabas, riuscendo a ucciderlo e a distruggere il Cristallo Madre di Waloed, ma tutto questo si rivela essere un piano di Ultima per far entrare Clive in possesso dei poteri di tutti gli Eikon e poterlo possedere. Le ricerche di Joshua rivelano allora che la stirpe di Ultima è responsabile della creazione della magia ed è già stata colpita da una Piaga sul loro pianeta natale, lanciando i Cristalli Madre a Valisthea per assorbirne l'etere e creando al tempo stesso gli esseri umani nella speranza che un giorno possa nascere un Mythos, un essere umano capace di brandire i poteri di tutti gli Eikon, che loro potranno poi manipolare usando l'etere raccolto per lanciare un incantesimo che riporti in vita la loro razza. Clive, Joshua e Dion lanciano un assalto finale a Origine, la fortezza volante di Ultima, dove tutti i suoi frammenti si uniscono per dare vita alla parte finale del suo piano. Dion viene ucciso, mentre Joshua viene gravemente ferito quando il frammento di Ultima che aveva assorbito gli viene sottratto. Joshua allora si sacrifica per cedere a Clive il suo Eikon. Una volta ucciso Ultima e assorbito il suo potere, Clive distrugge l'ultimo Cristallo Madre, rimuovendo completamente la magia da Valisthea. Tuttavia, come conseguenza dell'aver utilizzato troppo potere, il simbolo della maledizione dei Portatori appare sul braccio di Clive, il cui fato resta ignoto.
In una scena dopo i titoli di coda, vediamo una famiglia vivere anni dopo senza la magia, in possesso di un libro chiamato Final Fantasy e scritto da "Joshua Rosfield".
Nei due DLC a pagamento pubblicati successivamente, viene raccontata la storia dei Semi dell'acqua, una tribù perseguitata all'interno della quale nasce il Dominante dell'Eikon Leviatano. In Echi dei Decaduti, alcuni frammenti di un Cristallo Madre artificiale costruito dai Decaduti (chiamati "cristalli crepuscolari") iniziano a venire venduti sul mercato nero. Clive, Jill e Joshua si dirigono alla Guglia del saggio, il luogo dal quale i cristalli sembrano provenire. Lì, scoprono che questi stanno venendo distribuiti da un mercante di nome Famiel. Raggiunta la cima della torre, i tre affrontano un Eikon artificiale (creato dai Decaduti allo scopo di rovesciare Ultima) chiamato Omega e distruggono il Cuore artificiale. Nell'espansione Alta marea, invece, Clive, Jill e Joshua viaggiano sino alla terra di Mysidia accompagnati da Shula, l'attuale leader dei Semi dell'acqua. Questa li presenta all'attuale Dominante di Leviatano, un neonato di nome Waljas imparentato con la stessa Shula, il quale è stato costretto a manifestarsi 80 anni prima ed è stato intrappolato usando la magia perché arricchisse il villaggio di Mysidia, cosa che però gli ha impedito di crescere. Il gruppo riesce a spezzare l'incantesimo, ma l'intervento di Ultima fa risvegliare un furioso Leviatano. Clive riesce a domarlo, e Shula lo accoglie nella sua famiglia per crescerlo come proprio figlio.

## Personaggi
Clive Rosfield (クライヴ ・ロズフィールド?, Kuraivu Rōzufīrudo)
Doppiato da: Yuya Uchida e Yuma Uchida (da giovane) (ed. giapponese), Ben Starr (ed. inglese) e Alessandro Capra (ed. italiana).
Protagonista del gioco e primogenito dell'Arciduca di Rosaria. Nonostante vi fossero grandi aspettative riguardo a un suo possibile risveglio come Dominante della Fenice, pare che il destino abbia scelto di affidare questo pesante fardello a Joshua, suo fratello minore. In cerca di uno scopo, Clive decide di dedicarsi all'arte della spada. L'addestramento porta i suoi frutti quando, ad appena quindici anni, Clive vince il torneo ducale e viene nominato Primo Scudo di Rosaria. Clive è diventato ufficialmente lo scudo di Joshua, grazie alla "Benedizione della Fenice", ed è in grado di utilizzare alcune delle sue abilità. Sfortunatamente, però, la sua promettente carriera incontra una tragica fine per mano di Ifrit, un misterioso Eikon oscuro, e ciò lo spinge ad imboccare l'insidiosa strada della vendetta.
Joshua Rosfield (ジョシュア・ロズフィールド?, Joshua Rōzufīrudo)
Doppiato da: Natsumi Fujiawara (ed. giapponese), Logan Hannan (ed. inglese) e Arturo Sorino (bambino) Andrea Oldani (ragazzo) (ed. italiana).
Secondogenito dell'Arciduca di Rosaria e fratello minore di Clive. Poco dopo la nascita, Joshua si è risvegliato come Dominante della Fenice. Nonostante l'educazione aristocratica, Joshua tratta i sudditi del padre con fare gentile e affettuoso. Nutre una profonda ammirazione anche per Clive e si rammarica spesso per essere stato proprio lui, il fratello più esile e studioso, a ereditare le fiamme della Fenice al posto del fratello maggiore, più forte e impavido. Mentre Clive tende a gettarsi a capofitto nelle situazioni più pericolose, Joshua è capace di abbattersi alla vista di una carota nel piatto. Presto, però, i suoi problemi diventeranno ben più gravi, quando rimarrà coinvolto nei tragici eventi che cambieranno per sempre la vita di Clive.
Jill Warrick (ジル・ワーリック?, Jiru wārikku)
Doppiata da: Megumi Han (ed. giapponese), Susannah Fielding (ed. inglese), Ilaria Silvestri (adulta) e Beatrice Maruffa (bambina) (ed. italiana).
Proveniente dai decaduti Territori Settentrionali, Jill fu strappata alla sua terra natale in tenera età e posta sotto la tutela di Rosaria, assicurando così la pace tra le due nazioni in guerra. Grazie all'Arciduca, deciso a crescerla insieme ai suoi figli, ora Jill, a dodici anni, fa parte della casata Rosfield tanto quanto Clive e Joshua. Umile, gentile e dall'animo generoso, Jill è presto diventata la più fidata confidente dei due fratelli. Tuttavia, viene travolta da uno strano destino e alla fine si risveglia come Dominante dell'Eikon Shiva.
Torgal (トルガル?, Torugaru)
Altro esiliato dai Territori Settentrionali accolto dalla casata Rosfield, Torgal venne trovato mentre vagava solo in mezzo alla neve durante una delle spedizioni dell'Arciduca Elwin nel gelido nord e donato ai suoi figli una volta tornato. Dopo essere sopravvissuto al disastro che ha quasi messo fine alla dinastia dei Rosfield, Torgal torna a riunirsi a Clive tredici anni dopo, servendo il suo padrone con la stessa feroce lealtà di quand'era soltanto un cucciolo.
Cidolfus Telamon (シドルファス・テラモーン?, Shidorufasu Teramōn)
Doppiato da: Hiroshi Shirokuma (ed. giapponese), Ralph Ineson (ed. inglese), Alberto Angrisano (ed. italiana).
Noto tra gli amici come "Cid", questo soldato divenuto fuorilegge mira a creare un luogo in cui i Portatori perseguitati e i Dominanti sfruttati possano vivere e morire alle proprie condizioni. Uomo di scienza, conduce varie ricerche affinché lui e la sua fidata banda di fuorilegge possano riuscire a vivere nelle terre morte. Cid è anche un Dominante: il potere dell'Eikon Ramuh si è risvegliato in lui poco dopo essere sbarcato sulle coste di Valisthea. Grazie a questo potere è riuscito a farsi strada nei ranghi dell'Esercito Reale Waloediano, dove ha incontrato una certa Benedikta Harman...
Hugo Kupka (フーゴ・クプカ?, Fūgo Kupuka)
Doppiato da: Yasuhiro Mamiya (ed. giapponese), Alex Lanipekun (ed. inglese) e Francesco Rizzi (ed. italiana).
L'ascesa fulminea del consigliere economico permanente Hugo Kupka è stata improvvisa e inaspettata. Un tempo soldato semplice qualsiasi dell'esercito repubblicano, il suo risveglio come Dominante dell'Eikon Titano l'ha proiettato alla ribalta della politica dhalmekiana, dove ha sfruttato la sua nuova posizione come uomo più potente della Repubblica per influenzare l'esercito della nazione e le decisioni politiche, ammassando così una considerevole fortuna personale. Tuttavia, sebbene si dica che chi possiede tutto non voglia nulla, Benedikta Harman gli insegnerà che i soldi e il potere non sono le uniche cose che il mondo ha da offrire.
Benedikta Harman (ベネディクタ・ハーマン?, Benedikuta Hāman)
Doppiata da: Akari Higuchi (ed. giapponese),  Nina Yndis (ed. inglese) e Katia Sorrentino (ed. italiana).
Emersa da una giovinezza tempestosa come una persona spietata e senza cuore, Benedikta Harman, Dominante dell'Eikon Garuda, Guardiana del Vento, ha sfruttato il proprio talento nell'arte della spada e nel sotterfugio per divenire comandante dei servizi segreti d'élite di Waloed. È proprio durante una missione alla ricerca del secondo Eikon del Fuoco che incontrerà un Clive dalla mentalità simile alla sua e sarà costretta ad affrontare il proprio passato.
Dion Lesage (ディオン・ルサージュ?, Dion Rusāju)
Doppiato da: Yūichi Nakamura (ed. giapponese), Stewart Clarke (ed. inglese) e Luca Appetiti (ed. italiana).
Principe del Sacro Impero di Sanbreque e capo dell'ordine più nobile e temuto dei cavalieri: i dragoni. Dion è amato e rispettato dal popolo e dalle truppe, anche per le numerose volte in cui ha cambiato le sorti della battaglia in loro favore. Canzoni sull'eroismo del principe guerriero e sul suo Eikon, Bahamut, il Re dei Draghi, sono sempre sulle labbra e sui liuti dei bardi di Sanbreque. Ma nell'Impero non va tutto bene, e le ombre che si stanno addensando potrebbero arrivare a soffocare persino la luce di Bahamut.
Barnabas Tharmr (バルナバス・ザルム?, Barunabasu Zarumu)
Doppiato da: Gotaro Tsunashima (ed. giapponese), David Menkin (ed. inglese) e Fabrizio Dolce (ed. italiana).
Arrivato sulle coste di Cineria come viandante privo di terre e di titoli, Barnabas ha ottenuto il regno grazie alla sua abilità con la spada. Quando gli uomini bestia locali si rivoltarono contro il suo governo, Barnabas invocò il potere del proprio Eikon, Odino, per sedare la loro ribellione praticamente da solo, portando tutto il continente orientale sotto lo stendardo waloediano. Ora ha un esercito e una flotta che rivaleggiano con quelle di tutti i regni di Valisthea, ma è sempre il re a scendere in campo dove gli scontri sono più accesi, in sella al suo destriero spettrale e intento a falciare i nemici con la sua leggendaria lama nera o a osservare il caos della battaglia con un macabro barlume di fascino negli occhi.

## Modalità di gioco
Final Fantasy XVI è un action RPG nel quale i giocatori controllano il protagonista Clive Rosfield e un gruppo di compagni controllati dall'IA in alcune aree aperte dei due continenti di Valisthea. Alcuni elementi ricorrenti della serie di Final Fantasy, come i Chocobo e vari mostri, fanno la loro comparsa nel gioco. In seguito a un breve prologo incentrato sulla storia, Clive può viaggiare per diversi luoghi di Valisthea. Il mondo di gioco è diviso tra sotterranei chiusi, città e campi aperti, che possono essere tutti raggiunti tramite la mappa grazie a una funzione di viaggio rapido. Il viaggio all'interno delle zone aperte si svolge invece a piedi o in sella a un Chocobo. La dimora di Clive è un rifugio, che funge da base per parlare con gli altri personaggi, mostrare il modo in cui Clive si relaziona con gli altri, interagire con vari negozi come fabbri o mercanti per migliorare il proprio equipaggiamento e accettare missioni secondarie, che vanno da semplici richieste a vere e proprie cacce a mostri. Le informazioni su personaggi, luoghi o terminologia sono contenute in un elenco denominato Storia dei Tempi Correnti, accessibile in qualunque momento.
I combattimenti hanno luogo nelle stesse aree dove i giocatori si muovono, con la battaglia che comincia non appena un nemico avvista il gruppo. Clive è l'unico personaggio controllabile, mentre gli altri sono controllati dall'IA e hanno attacchi e magie propri. Altro compagno è il cane Torgal, che risponde ai comandi di Clive per attaccare o curarlo. In battaglia, Clive può usare attacchi normali, una schivata e le abilità elementali degli Eikon, la controparte di questo capitolo delle storiche evocazioni della serie di Final Fantasy. Clive può alternare diverse abilità degli Eikon in battaglia, eseguendole in successione per sferrare attacchi concatenati. Una meccanica chiave del combattimento è il "vacillamento", dove il gruppo infligge una specifica quantità di danni a un nemico potente e ne riempie un'apposita barra, stordendolo e lasciandolo esposto ad eventuali attacchi. In alcune sezioni della storia, Clive si scontra con gli altri Eikon, ognuno dei quali possiede meccaniche specifiche. Una volta sconfitti, Clive guadagnerà accesso a nuovi poteri e abilità legate ai loro talenti.
Il gioco inizia con due difficoltà disponibili: una modalità "Storia" che offre accessori per semplificare il combattimento e rafforzare i personaggi, e una modalità normale chiamata "Azione". Una volta terminato il gioco, diventano disponibili nuove opzioni fra le quali la Nuova Partita+, che mantiene le statistiche e l'equipaggiamento del giocatore in una nuova partita, e una complicata modalità "Final Fantasy" che aumenta la difficoltà generale e cambia il posizionamento di alcuni nemici. Esiste anche una modalità arcade che valuta i giocatori usando un sistema di punti legato al combattimento, con alcune sfide più complicate al suo interno nella cosiddetta Modalità Ultimaniac. In quest'ultima difficoltà, Clive può potenziare ulteriormente le sue armi e i suoi accessori e accettare sfide che ne limitano le possibilità, obbligandolo per esempio a usare un singolo Eikon in combattimento.

## Sviluppo
Final Fantasy XVI è in sviluppo a partire dal 2015 presso la Creative Business Unit III di casa Square Enix, la stessa divisione dietro lo sviluppo e la manutenzione del MMORPG Final Fantasy XIV. Il gioco è prodotto da Naoki Yoshida, direttore di Final Fantasy XIV, e diretto da Hiroshi Takai, noto per il suo lavoro sulla serie SaGa e The Last Remnant. Takai ha affermato che il processo di sviluppo è stato inizialmente impegnativo a causa della creazione di un nuovo ambiente di sviluppo e del passaggio allo sviluppo di una nuova piattaforma di gioco. Nel luglio 2021, Yoshida afferma che la trama è stata completata e che la registrazione del doppiaggio inglese e giapponese era nelle sue fasi finali. Ha anche affermato che c'è molta probabilità che il gioco non sarà presente al Tokyo Game Show del 2021, spiegando che preferisce rivelare il gioco solo quando sarà effettivamente pronto. Il 27 dicembre 2021 Yoshida rilascia un comunicato dove annuncia che, a causa della pandemia di Covid19, ci sono state difficoltà nello sviluppo per via del fatto che gli sviluppatori hanno dovuto lavorare da casa e che ci sono stati problemi di comunicazione con la sede centrale a Tokyo, di conseguenza lo sviluppo del gioco ha ritardato di circa sei mesi. Nello stesso comunicato ha affermato che le novità promesse per il 2021 sono state rinviate nella primavera del 2022. Ad aprile 2022, lo sviluppo era ormai nelle fasi finale del gioco con il team che stava perfezionando il gioco e finalizzando le missioni secondarie. Final Fantasy XVI era giocabile dall'inizio alla fine ed erano concentrati sia sulla rifinitura del gioco che sulla registrazione vocale per diverse lingue. Il 12 dicembre 2022, viene confermato ufficialmente il doppiaggio italiano del gioco, diventando cosi il primo capitolo del franchise (senza considerare il film Kingsglaive: Final Fantasy XV) ad includere la voce italiana parlata.
Al Summer Game Fest del 2022 viene pubblicato un nuovo trailer e viene confermato il periodo d'uscita nell'estate 2023. Un terzo trailer nominato "Ambizione" è uscito il 20 ottobre 2022. Durante i The Game Awards del 2022, con un nuovo trailer, è stata annunciata la data di uscita, prevista per il 22 giugno 2023.

## Distribuzione
Il gioco è disponibile in tutto il mondo a partire dal 22 giugno 2023, ad eccezione dell'Arabia Saudita a causa del rifiuto del produttore di modificare il contenuto del gioco per conformarsi alla legislazione del paese. Sará un'esclusiva per la console PlayStation 5 per un periodo di sei mesi, a causa di un accordo tra Square e Sony. Durante l'evento reveal PlayStation 5, è stata annunciata una versione per Microsoft Windows. Secondo il produttore Naoki Yoshida, la società ha iniziato lo sviluppo della versione per computer dopo la pubblicazione per PlayStation 5 (ma senza una data d'uscita poiché occorrerà tempo per l'ottimizzazione).